# Arsakes II.

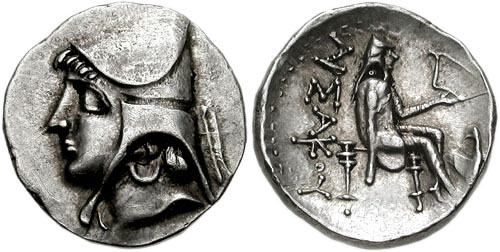
Münze von Arsakes II.

Arsakes II. war ein parthischer König, der von etwa 217 v. Chr. bis 191 v. Chr. regierte. Die Quellen berichten kaum etwas über seine Regierungszeit. Er wird in älterer Literatur auch oft als Artabanos I. bezeichnet, was aber auf einer falschen Interpretation beruht. Er hatte in seiner Regierungszeit vor allem mit dem seleukidischen König Antiochos III. zu kämpfen, der die Parther auch besiegen konnte und zahlreiche von ihnen gerade eroberte Gebiete zurückgewann. Trotzdem konnten sich die Parther behaupten.